# كريدلر

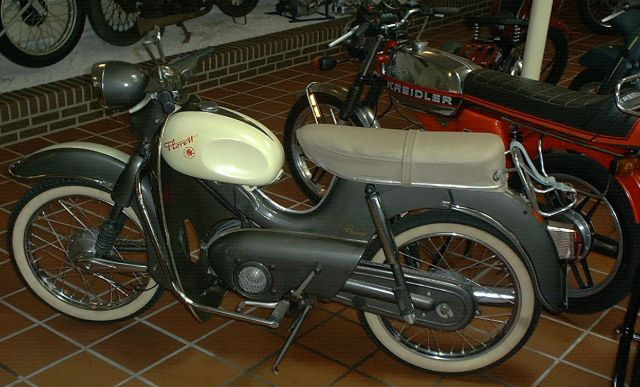
من منتجاتها

كريدلر (بالألمانية: Kreidler) كانت شركة ألمانية لتصنيع الدراجات النارية الصغيرة وكان يقع مقرها في كورنفستهايم بين لودفيغسبورغ وشتوتغارت. تأسست في سنة 1903. كانت نشطة في سباق الجائزة الكبرى للدراجات النارية وحققت ثمانية ألقاب في بطولة العالم.

## معرض صور

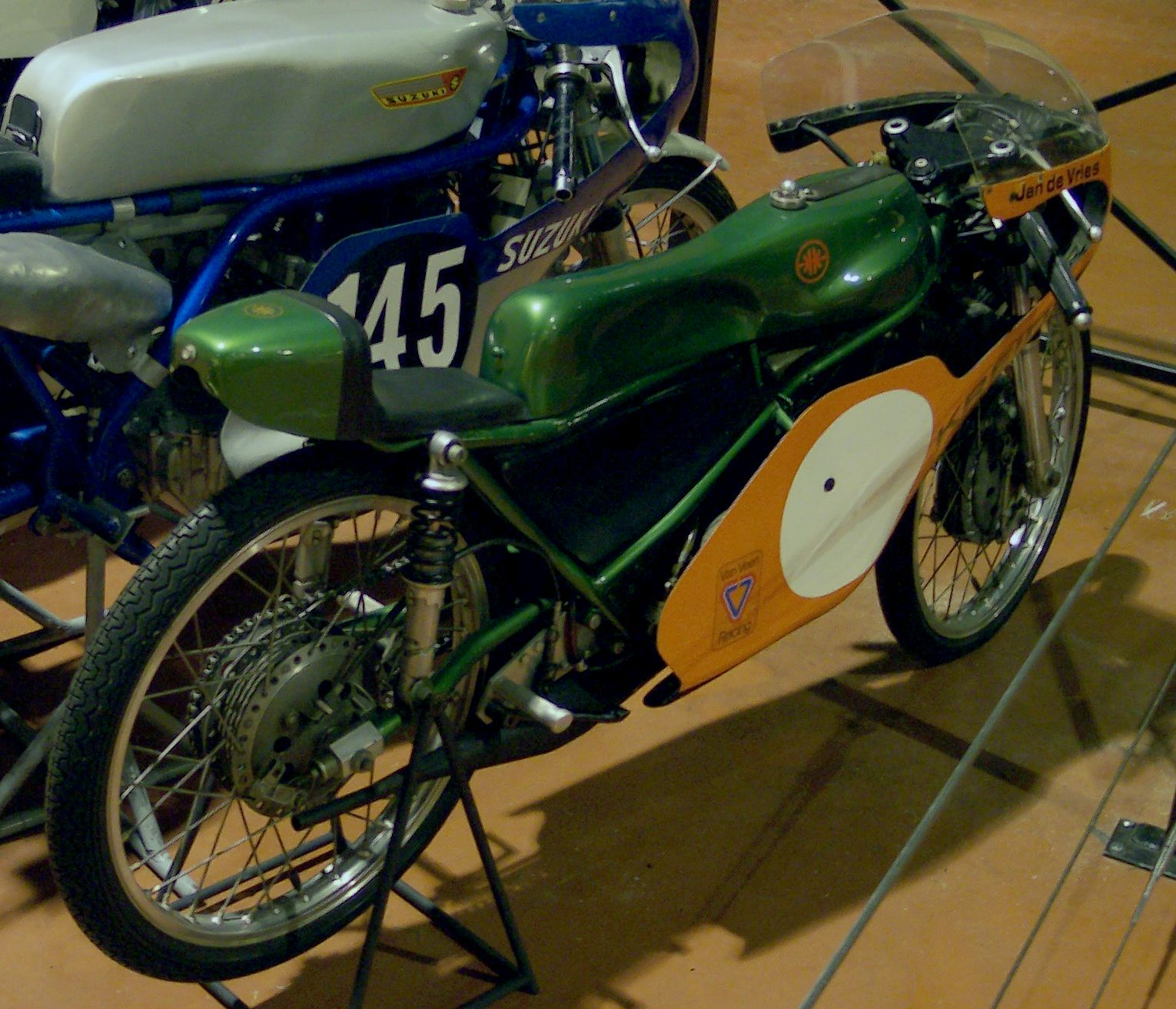
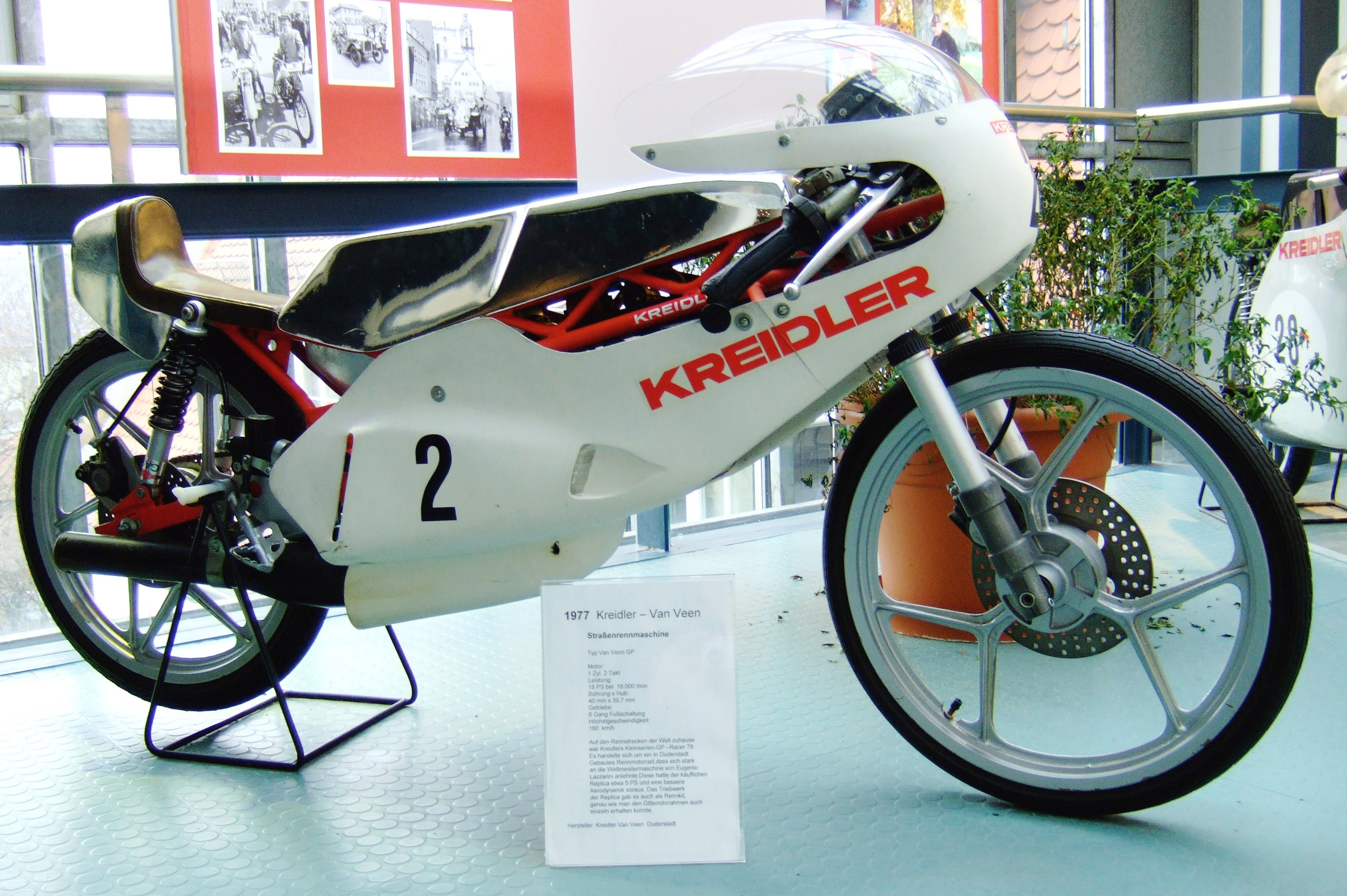
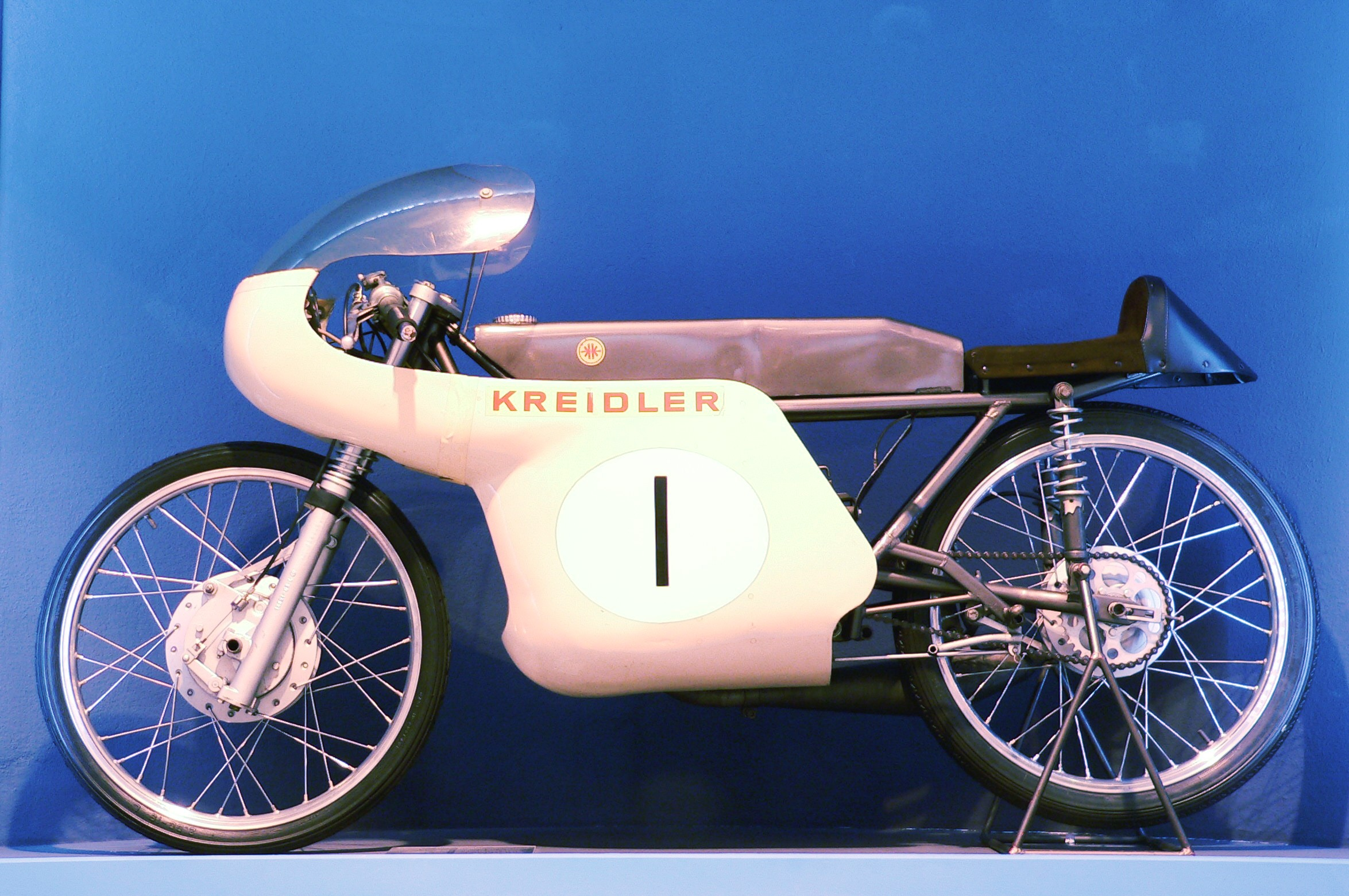
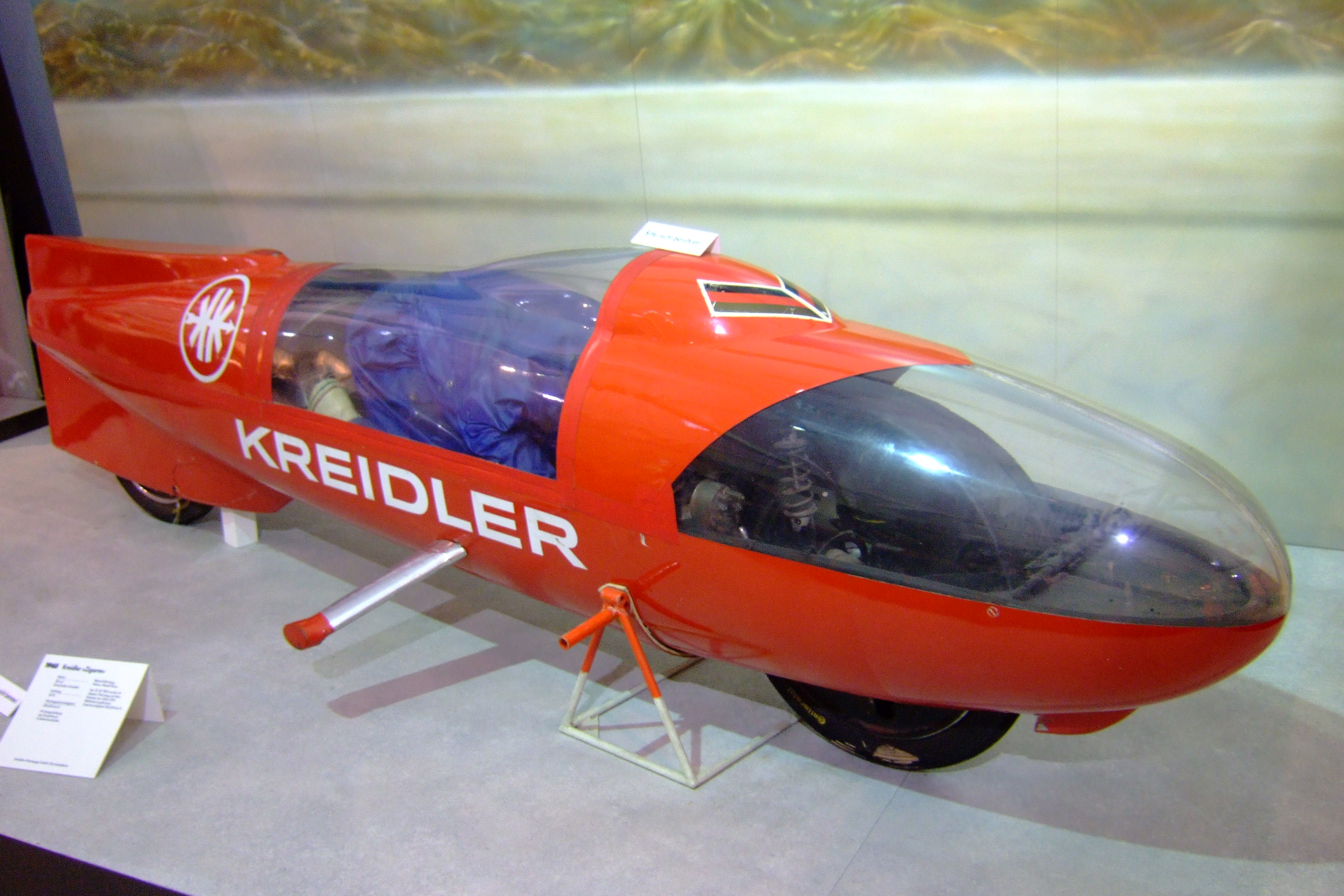